# Podporozhie
Podporózhie (en ruso: Подпоро́жье) es un pueblo del óblast de Leningrado, en Rusia. Está localizado a orillas del río Svir unos 285 km al noreste de San Petersburgo. Cuenta con una población de 18 696 habitantes (2010).

## Historia
A principios del siglo XVIII, Pedro el Grande ordenó el desplazamiento de los aldeanos, que vivían a orillas del río Msta, al actual territorio de Podporózhie para disponer la navegación del río Svir, bien conocido por sus tormentosos rápidos (Sigovets y Medvedets). El nuevo asentamiento recibió el nombre de Podporózhie (literalmente, "bajo los rápidos "). En 1936, los soviéticos iniciaron la construcción de la estación hidroeléctrica Verkhnesvirskaia, puesta en marcha desde 1951. En 1956, la localidad recibió el estatus de pueblo y se convirtió oficialmente en Podporózhie.